# Yuriko Koike

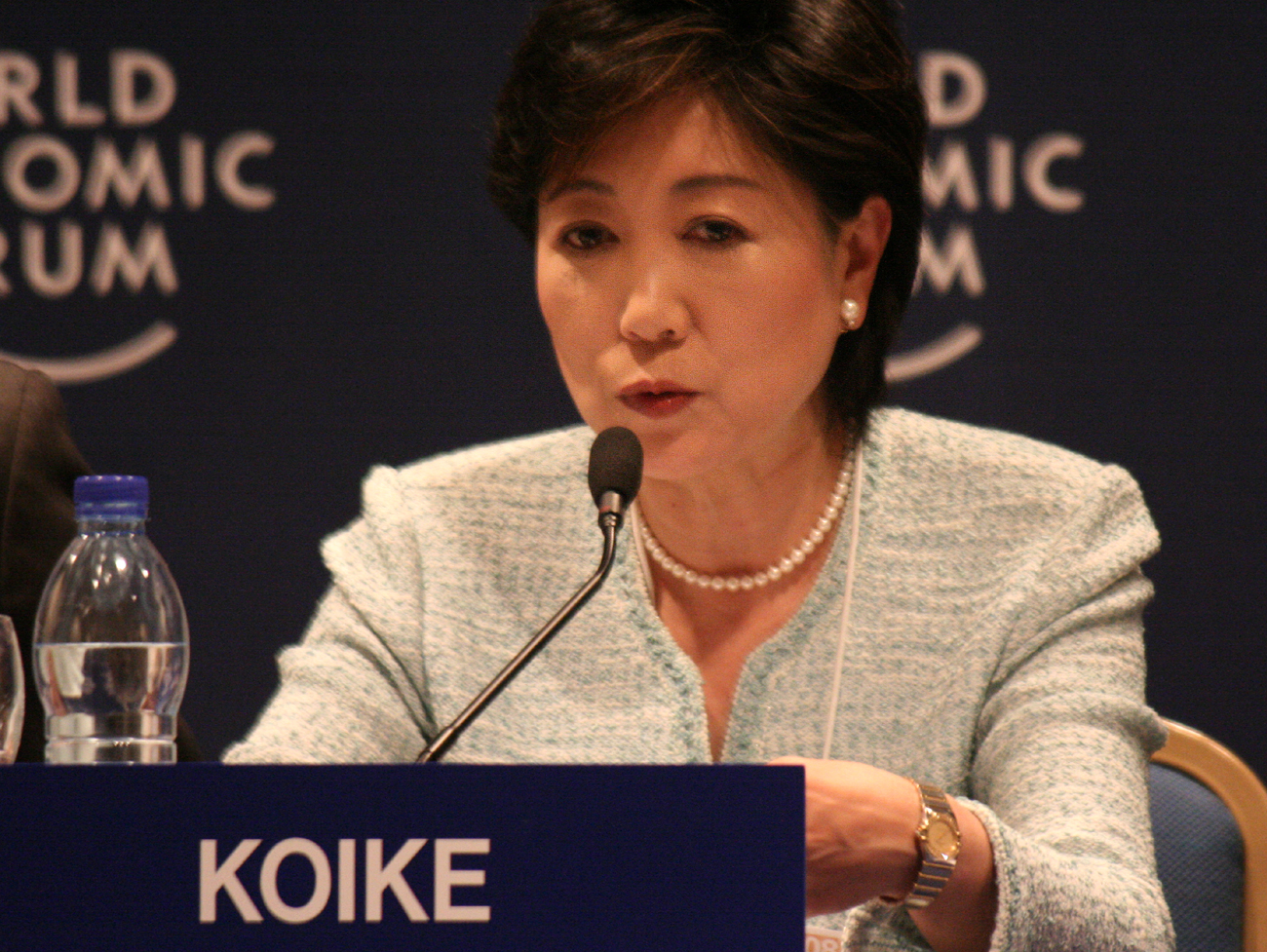

Yuriko Koike, japanska 小池百合子 (Koike Yuriko), född 15 juli 1952, är en japansk politiker och tidigare TV-programledare. Hon har tillhört Japans regering både som försvarsminister (2007) och miljöminister (2003-06) under olika perioder. Hon var ledamot av Japanska underhuset, invald i Tokyos 10:e distrikt, 1992-2016. Hon blev 2016 Tokyos första kvinnliga guvernör.